# Simons Geheimnis
Simons Geheimnis (Originaltitel: Adoration) ist ein kanadisches Filmdrama von Atom Egoyan aus dem Jahr 2008 mit Rachel Blanchard, Scott Speedman und Devon Bostick. Es war der erste Spielfilm von Egoyan seit Wahre Lügen (2005).
Im Film gibt ein Schüler die Geschichte einer schwangeren Frau, die von ihrem Mann als Selbstmordattentäterin mit einer Bombe in ein Flugzeug gesetzt wird, als seine eigene aus und provoziert damit eine Kettenreaktion.
Die Premiere des Films fand bei den Internationalen Filmfestspielen von Cannes 2008 statt, wo er um die Goldene Palme konkurrierte und den Preis der Ökumenischen Jury erhielt.
In Deutschland startete der Film am 21. Mai 2009 in den Kinos. Die DVD erschien am 4. Dezember 2009 in Deutschland.

## Handlung
Die High-School-Lehrerin Sabine liest ihrer Klasse zur Übersetzung einen französischen Zeitungsartikel über einen Terroristen vor, der eine Bombe im Fluggepäck seiner schwangeren Freundin platziert hatte. Wenn die Bombe explodiert wäre, hätte sie sowohl sie als auch das ungeborene Kind sowie die zahlreichen Passagiere getötet. Das Attentat wurde jedoch durch das israelische Bodenpersonal vereitelt.
Als Simon beginnt, den Artikel zu übersetzen, stellt er sich vor, dass sein palästinensischer Vater Sami der Terrorist war und dessen Freundin seine Mutter Rachel, eine ausgebildete Violinistin. Demnach sei er nur deshalb geboren worden, weil das Attentat vereitelt wurde. In Wirklichkeit lebt Simon bei seinem Onkel Tom, da seine Eltern bei einem Autounfall ums Leben gekommen sind. Beeinflusst durch seinen Großvater, der Simons Vater nicht mochte, befürchtet Simon, dass der Unfall vorsätzlich geschah.
Simons Lehrerin ermutigt ihn, seine fiktive Geschichte über seinen Vater, den Terroristen, als dramatische Übung zu entwickeln. Als er die Geschichte vor der Klasse vorträgt, entstehen im Internet lebhafte Diskussion dazu. Sabine wird infolge der Ereignisse entlassen.
Als Simons Onkel Tom, ein Abschleppwagenfahrer, Sabines Auto abschleppt, folgt sie ihm in einem Taxi und lädt ihn anschließend zu einem gemeinsamen Restaurantbesuch ein. Sie offenbart ihm, dass sie fünf Jahre mit Sami verheiratet war, bevor dieser auf Rachel traf.

## Kritik
Der Film erhielt überwiegend positive Kritiken. Bei Rotten Tomatoes sind 61 % der Bewertungen positiv bei insgesamt 98 Kritiken. Die durchschnittliche Bewertung liegt bei 6,1 von 10. Bei Metacritic erhielt der Film eine Bewertung von 64 % basierend auf 20 Kritiken.
Der film-dienst hob das virtuose Spiel mit den „verschiedenen Zeit- und Realitätsebenen“ hervor und lobte die „Vielfalt der politischen wie philosophischen Bezüge, die sich dabei auftun“. Diese grenze „zwar an Überfrachtung, stets aber bleibt der Film dank seiner suggestiven Bildsprache und überzeugender Darsteller emotional fesselnd und intellektuell anregend“. Wie in den meisten Filmen Egoyans sei auch hier das zentrale Thema „der Widerspruch zwischen Sein und Schein“. kino.de verglich den Film mit Exotica (1994) und Das süße Jenseits (1997), in denen Egoyan ebenfalls „fragmentarisch über mehrere Zeitebenen verschachtelt eine Familientragödie“ erzähle. Hier stelle er sie jedoch „in der Auseinandersetzung mit Intoleranz und Vorurteilen in einen größeren Zusammenhang“. In Simons Geheimnis verknüpfe Egoyan laut Cinema „verschiedene Zeit- und Handlungsebenen zu einer komplexen Reflexion über kulturelle Vorurteile, Identitätsverlust und subjektive Wahrheiten“.

## Auszeichnungen
Der Film erhielt bei den Internationalen Filmfestspielen von Cannes 2008 den Preis der Ökumenischen Jury. Außerdem gewann er beim Toronto International Film Festival den Preis als Best Canadian Feature Film. Bei den Young Artist Awards 2010 war Hauptdarsteller Devon Bostick für eine Auszeichnung nominiert. Des Weiteren erhielt der Film Nominierungen der Directors Guild of Canada (Produktionsdesign, Schnitt) sowie bei den Genie Awards (Bestes Drehbuch, Bester Nebendarsteller für Scott Speedman).